# IC 2956
IC 2956 — галактика типу SBbc (компактна витягнута галактика) у сузір'ї Лев.
Цей об'єкт міститься в оригінальній редакції індексного каталогу.